# Alberdi megye
Alberdi egy megye Argentína északi részén, Santiago del Estero tartományban. Székhelye Campo Gallo.

## Népesség
A megye népessége a közelmúltban a következőképpen változott:
| Év   | Lakosság |
| ---- | -------- |
| 2001 | 15 502   |
| 2010 | 17 252   |